# 百喜草
百喜草（學名：Paspalum notatum），又名巴西亚雀稗、巴哈雀稗，是一種多年生草本植物，屬禾本科雀稗屬。主要分布於墨西哥與南美洲，並移植至北美洲與其他地方。

## 外部連結
- Basic description and allergy information regarding Bahia grass
- Photos of Bahia grass （页面存档备份，存于）
- 百喜草[]